# Озаркевич Володимир Іванович
Володи́мир Іва́нович Озарке́вич (13 лютого 1853, с. Белелуя — 10 березня 1912, с. Нижній Березів) — український греко-католицький священник, культурно-громадський діяч.

## Життєпис
Народився в селі Белелуя (нині Снятинського району Івано-Франківської області). Походив з родини священника. Його батько — о. Іван Озаркевич, був послом австрійського парламенту, сестра — відома письменниця і громадська діячка Наталя Кобринська, його дружиною була Ольга Рошкевич.
1879 року закінчив семінарію і направлений працювати в своє село. Отець Володимир служив на парафії в с. Сілець Єзупільського деканату з 1887 року. Коли парафія в селі Вижній Березів вивільнилася і було оголошено конкурс, подав заяву до деканату.
Був членом народного комітету, брав участь у всіх виборчих кампаніях в австрійський парламент та до галицького сейму, активний діяч товариства «Просвіта».
Парох Вижнього Березова з 1908 року, одночасно служив у Нижньому Березові.
В 1908—1909 роках очолював читальню товариства «Просвіта» у Вижньому Березові.
В 1910 році в с. Середньому Березові були утворені товариства «Січ» та «Народна спілка», що, напевно, відбулося завдяки впливу священника.
У селі Нижньому Березові відновив діяльність товариства «Просвіта» й організував спорудження будинку для цього товариства, який висвятив 1911 року, і який згодом став приміщенням третьої щколи в Нижньому Березові — семикласної приватної «Рідної школи» і служить жителям до сьогодні.
Похований напроти будинку «Просвіти» біля церкви св. Миколая в с. Нижній Березів Косівського району, очевидно за бажанням дружини О. Рошкевич (могила збереглася).